# Autoestrada A20

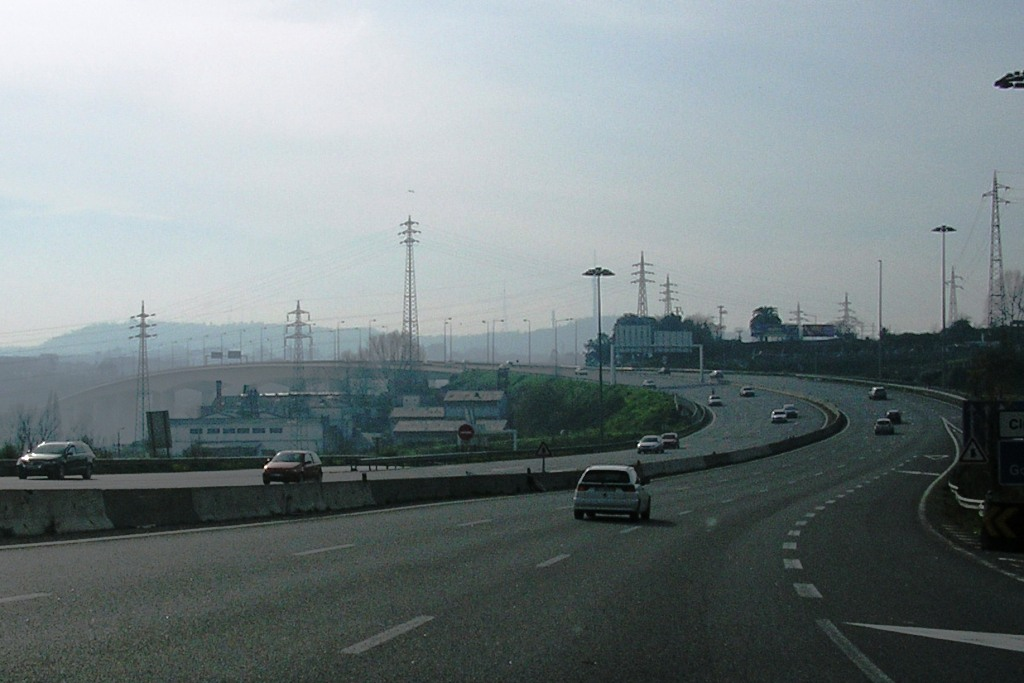
Tramo de la A20, antes del Ponte do Freixo

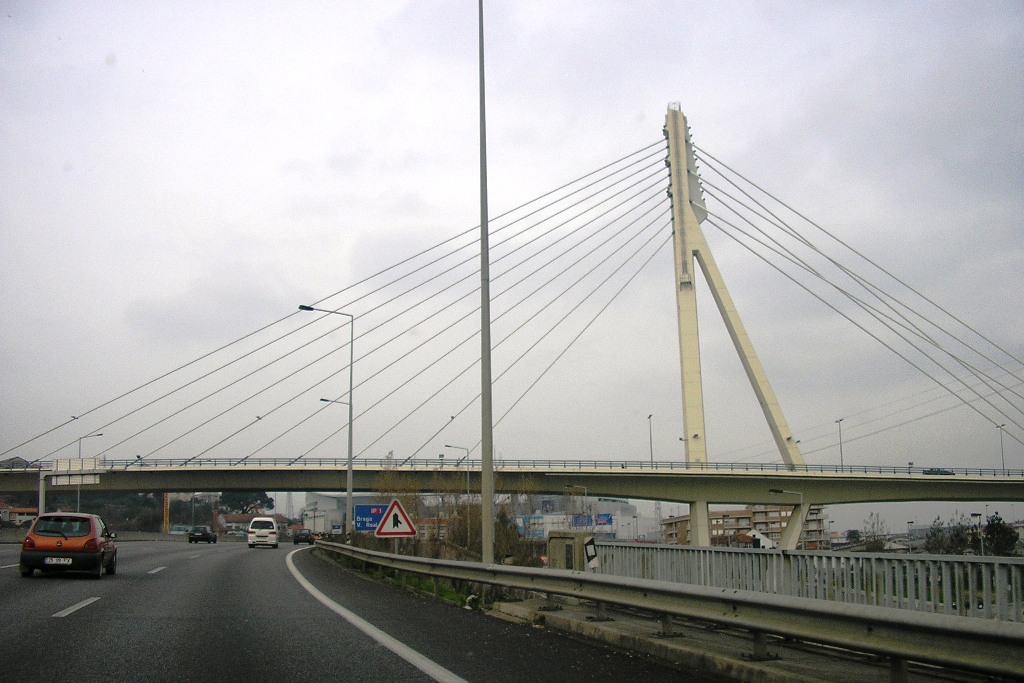
Viaducto sobre la A20, junto al nudo de Campanhã.

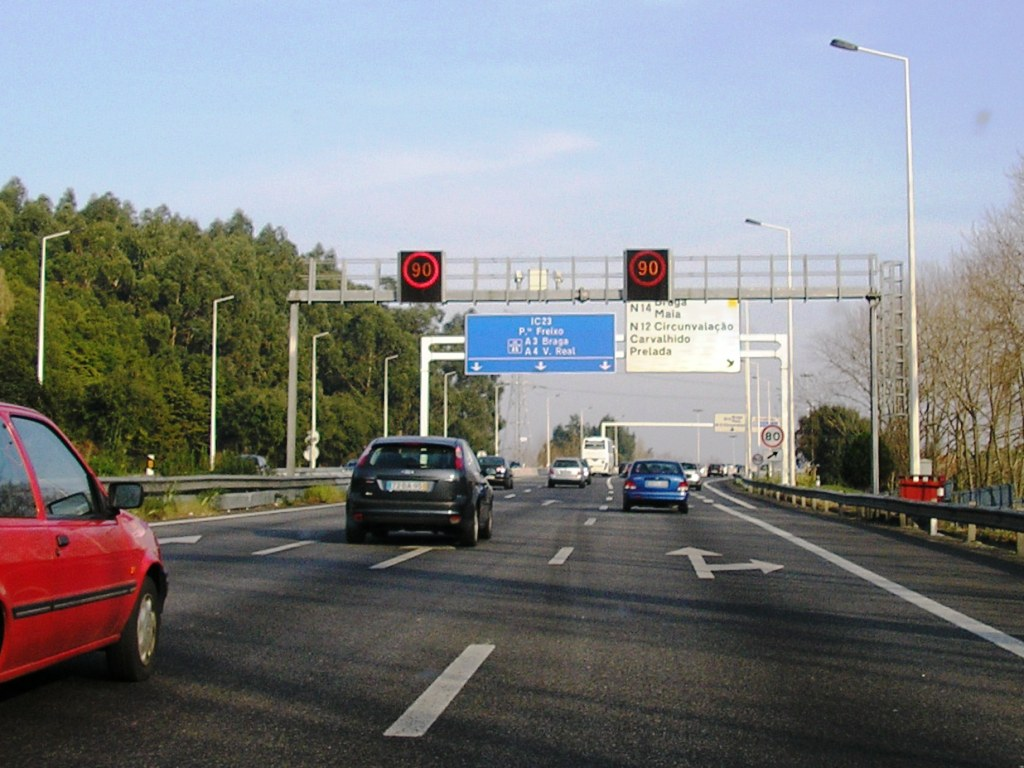
Nudo do Regado, donde la A20 enlaza con la Vía Norte.

La Autoestrada A20, también conocida como CRIP - Circular Regional Interior de Porto, es una autopista portuguesa que bordea por el norte y este a la ciudad de Oporto. Esta integra en la mayor parte de su recorrido a la VCI o Via de Cintura Interna (Circunvalación de Porto) y el tramo restante (entre Carvalhos y el Ponte do Freixo) sirve de acceso por el este a la ciudad de Oporto para el tráfico procedente del sur a través de la autopistas A1, A29 y A32
El primer tramo fue abierto al tráfico en 1989 y su construcción finalizó en 1995. Además de su gran importancia como semicircular a Porto, la A20 es, actualmente, la principal conexión entre las ciudades del entorno metropolitano de Oporto y otras localidades del norte y sur de este. Atraviesa el río Duero a través del Ponte do Freixo, uno de los numerosos puentes que caracterizan a la ciudad de Oporto y pasa por las proximidades del Estadio do Dragão, sede del equipo local, el FC Porto.
La A20 está identificada dentro del Plano Rodoviário Nacional 2000 como integrante del Itinerario Principal 1 y del Itinerario Complementario 23. La concesionaria de esta autopista es Infraestruturas de Portugal, dentro de la Concessão Douro Litoral (Concesión de Douro Litoral) y está en régimen de autopista sin peaje, con una longitud aproximada de 17 kilómetros.

## Historia
El primer tramo de la A20 fue terminado en 1989, como prolongación de la ya entonces Via de Cintura Interna, entre el Nudo de Francos y Amial. En aquel momento, ya estaban avanzados los proyectos y estudios para la construcción de otro puente sobre el río Duero, en el este de la ciudad de Oporto, por donde debería pasar en el futuro la autopista principal con Lisboa, para descongestionar el saturado Ponte da Arrábida. En 1994, la VCI es prolongada hasta Antas, absorbiendo a la Avenida de D. João II y sustituyendo la Plaza de D. Manuel I, en medio de la Avenida de Fernão de Magalhães, por un nudo viario. El año siguiente es inaugurado el tramo de acceso a la A1 y el Ponte do Freixo siendo la VCI extendida hasta la A1 para captar el tráfico procedente del sur.

## Denominación
Después de su finalización, y con la revisión del Plano Rodoviário Nacional, la actual A20 figura con varias denominaciones: entre Carvalhos y el Ponte do Freixo como  IP 1  , entre el Ponte do Freixo y Antas como  IP 1  y   IC 23  y de Antas a Francos como   IC 23  . Algunos años después, con la actualización de la red nacional de Autoestradas, todos estos tramos fueron clasificados con la denominación actual. Sin embargo, la señalización no se ha actualizado y pocas señales indican la A20.

## Tramos
| Comparte recorrido con | Tramo                               | Situación actual                 | Longitud (km) |
| ---------------------- | ----------------------------------- | -------------------------------- | ------------- |
|                        | Carvalhos ( A 1 ) - Ponte do Freixo | En servicio (1995)               | 8,0           |
| VCI                    | Ponte do Freixo                     | En servicio (septiembre de 1995) | 0,8           |
| VCI                    | Ponte do Freixo - Antas             | En servicio (1995)               | 3,1           |
| VCI                    | Antas - Amial                       | En servicio (1994)               | 2,8           |
| VCI                    | Amial - Nudo de Francos ( A 28 )    | En servicio (1989)               | 2,1           |

## Capacidad
| Sección                           | Capacidad | Longitud |
| --------------------------------- | --------- | -------- |
| A 1 - A 29                        |           | 2 km     |
| A 29 - Ponte do Freixo            |           | 6 km     |
| Ponte do Freixo                   |           | 1 km     |
| Ponte do Freixo - Nudo de Francos |           | 8 km     |

## Salidas
| Número de Salida                                 | Nombre de Salida                                                     | Carretera que enlaza |
| ------------------------------------------------ | -------------------------------------------------------------------- | -------------------- |
|                                                  | Santa Maria da Feira - Lisboa                                        | A 1 E-01             |
|                                                  | Santa Maria da Feira por A 32 Oliveira de Azeméis                    | A 32                 |
| 1                                                | Espinho - Canelas Aveiro Hospital                                    | A 29                 |
| 2                                                | Vila Nova de Gaia (Av. República) Castelo de Paiva                   | N 222                |
| 3                                                | Vila Nova de Gaia (centro) Oliveira do Douro                         | A 44 VCI IC 23 (VCI) |
| Inicio de tramo común con IC 23 (VCI)            |                                                                      |                      |
| Ponte do Freixo Río Duero                        |                                                                      |                      |
| 4                                                | Oporto (Freixo) - N 108 Entre-os-Rios Gondomar - Areias              | N 12 A 43 IC 29      |
| 5                                                | Zona comercial Campanhã São Roque                                    |                      |
| 6                                                | Mercado abastecedor Estádio do Dragão                                |                      |
| 7A                                               | Areosa                                                               |                      |
| 7B                                               | Antas                                                                |                      |
| 8                                                | Braga - Valença A 4 E-82 Matosinhos - Vila Real - A 41 Aeropuerto    | A 3 E-01             |
| 9                                                | Oporto (centro) Paranhos Hospital                                    |                      |
| 10                                               | Amial Arca d' Água                                                   |                      |
| 11A                                              | Maia - Braga N 12 Circunvalación                                     | N 14                 |
| 11B                                              | Carvalhido - Prelada                                                 |                      |
| 12                                               | Matosinhos - Viana do Castelo Leixões                                | A 28                 |
|                                                  | Fin de la A 20 (CRIP) Continúa por A 28 IC 23 (VCI) con dirección a: | A 28 IC 23 (VCI)     |
| Ponte da Arrábida - Vila Nova de Gaia A 1 Lisboa |                                                                      | A 28 IC 23 (VCI)     |